# Zimirina lepida
Zimirina lepida là một loài nhện trong họ Gnaphosidae.
Loài này thuộc chi Zimirina. Zimirina lepida được miêu tả năm 1859 bởi Blackwall.